# Twirling bâton
 (mai 2023).
 (mai 2023).
Le twirling bâton est une discipline qui allie la danse, la gymnastique et le maniement du bâton. 
Il existe trois branches dans le twirling bâton, la pratique NBTA, la pratique FFTB et la pratique FSCF 

## Histoire
Créé à la fin du XXe siècle, en Asie, le twirling bâton est codifié aux Etats-Unis. Dans le monde, le twirling bâton compte plus de 3 millions de pratiquants, répartis dans 37 pays membres de la World Baton Twirling Federation (WBTF). Parmi ces pays, le Japon se démarque avec plus de 2 millions de pratiquants. C'est l'un des sports les plus populaires du pays.
Une démonstration du twirling bâton a été réalisée lors des Jeux olympiques de Sydney en 2000.

## Disciplines
Le twirling bâton comprend différentes disciplines individuelles, en binôme et en groupe ; chacune met en valeur les compétences de manipulation du bâton, les mouvements complexes du corps et le travail d'équipe.  
Les disciplines individuelles, telles que le solo, le deux-bâtons et le trois-bâtons, exigent une grande précision dans l'exécution des mouvements et une synchronisation avec la musique.  
En binôme, le duo et « l'artistic pair » présentent des chorégraphies ; la collaboration entre les partenaires est essentielle ; le but est de créer une performance harmonieuse et esthétique.  

En groupe, des disciplines comme le twirling team, l'« artistic team », le groupe artistique et le twirling corps démontrent la coordination et la synchronisation de tout un groupe d'athlètes. 

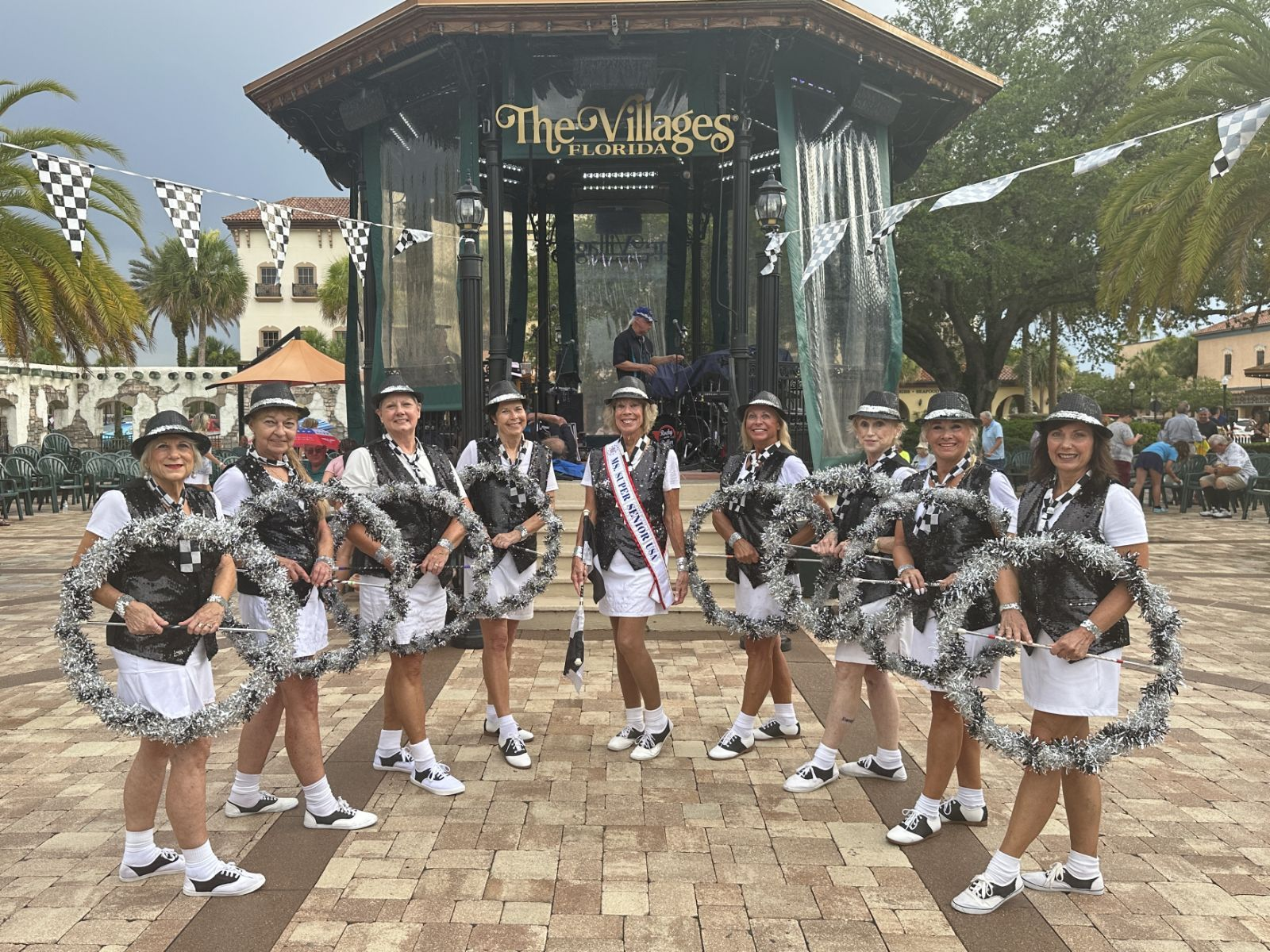

## Fédérations
La pratique du twirling bâton est supervisée par trois principales organisations internationales : la World Baton Twirling Federation (WBTF), la World Federation of National Baton Twirling Associations (WFNBTA) et l'International Baton Twirling Federation (IBTF), résultant de la fusion de la WBTF et de la WFNBTA.

L'IBTF assure la régulation et la promotion du Twirling Bâton à l'échelle mondiale. Elle établit de normes pour les compétitions, forme des juges et des entraîneurs, organise d'événements internationaux de haut niveau, tels que les championnats du monde. Elle collabore avec les fédérations nationales et les athlètes du monde entier. Elle travaille à la reconnaissance du twirling bâton.

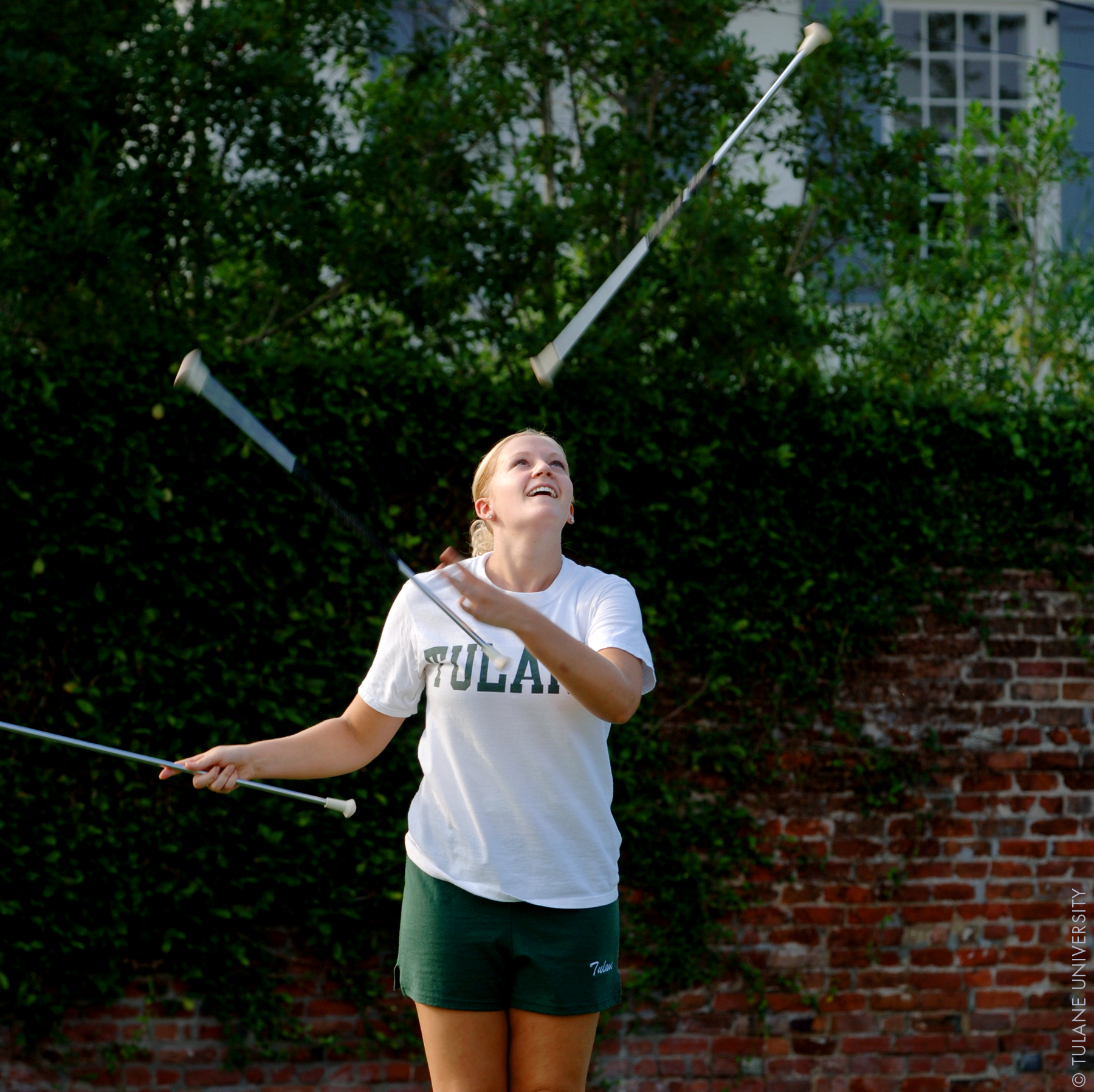